# Bryan Williams
Bryan George Williams (Auckland, 3 de octubre de 1950) es un exentrenador y exjugador neozelandés de rugby que se desempeñaba como wing.
Es padre de los también jugadores de rugby Gavin Williams y Paul Williams. Desde 2011 es el actual presidente de la New Zealand Rugby.
Williams fue considerado uno de los mejores jugadores del Mundo de los años 1970, se destacó por ser un seguro defensa, gran pateador y prolífico anotador de tries. Desde 2018 es miembro del World Rugby Salón de la Fama.

## Selección nacional
Fue convocado a los All Blacks por primera vez en julio de 1970, con 19 años y para enfrentar a los Springboks. Para permitirles el ingreso al país a: Williams, Blair Furlong, Sid Going y Buff Milner, fueron declarados Blancos honorarios por la South African Rugby Union.
Fue un invitado de honor del Centenario de la Rugby Football Union. Enfrentó a los British and Irish Lions como titular, durante la Gira de 1971 y nuevamente seis años después en la Gira de 1977.
En total jugó nueve años con el equipo nacional como titular indiscutido. Disputó 38 partidos y marcó 68 puntos, entre ellos nueve tries.

## Entrenador
Tras su retiro Williams entrenó al club Ponsonby RFC y de 1987 a 1990 fue entrenador asistente en el Auckland.
Su último trabajo como técnico fue de 2000 a 2001 cuando estuvo bajo las órdenes de Graham Mourie, su mejor amigo y ex–compañero de selección, como asistente de los Hurricanes.

### Samoa
Desde 1991 fue parte de la selección de rugby de Samoa como asistente del entrenador Su'a Peter Schuster y en 1996 asumió como entrenador tras la renuncia de Schuster. Bajo su mando el equipo ganó el Tres Naciones del Pacífico 1997 y lo clasificó al mundial de Gales 1999.
En el mundial Williams fue criticado por caer derrotado ante los Pumas, luego de que Samoa triunfó ante los argentinos en los últimos dos mundiales, pero eso se revirtió cuando vencieron a los Dragones rojos. Manu Samoa debió enfrentar al XV del Cardo por el pase a la fase final, finalmente los escoceses ganaron 35–20 y Williams renunció tras la eliminación.
| Mundial                       | Sede  | Resultado        | PJ | PG | PP | +/-Pts |
| ----------------------------- | ----- | ---------------- | -- | -- | -- | ------ |
| Copa Mundial de Rugby de 1999 | Gales | Octavos de final | 4  | 2  | 2  | 10     |

## Palmarés
- Campeón del Tres Naciones del Pacífico de 1997.
- Campeón de la Mitre 10 Cup de 1982.